# Вовчиця і Прянощі
Вовчиця і Прянощі (яп. 狼と香辛料, О:камі то ко:шінрьо:) — серія ранобе японського письменника Ісуни Хасекури з ілюстраціями Дзю Аякури.
Перший том з цієї серії з'явився 10 лютого 2006 року. На сьогодні видавництвом ASCII Media Works під лейбом Dengeki Bunko опубліковано вже 11 томів. В Північній Америці новели ліцензовані англійською мовою компанією Yen Press.
27 вересня 2007 року в сейнен-журналі Dengeki Maoh видавництва MediaWorks почала виходити манґа-адаптація Spice and Wolf, авторства манґаки Хасекури Ісуни з ілюстраціями Коме Кейто.
Аніме, зняте по Spice and Wolf, було показано в 2008 році. Воно складається з дванадцяти серій (плюс одна ОВА-серія) . З липня 2009 року йде показ другого сезону серіалу, «Вовчиця та прянощі 2» (狼 と 香辛料 II). Серіал робиться тим же режисером (Такео Такахасі), але іншою студією. Більшість персонажів (за винятком головних героїв, Холо і Лоренса) також відрізняються. Крім того, випереджаючи другий сезон, 28 квітня 2009 року вийшла «нульова» серія, названа «Вовчиця та бурштинова меланхолія» (狼 と 琥珀 色 の 憂鬱). Серія тривалістю близько 23 хвилин і поставлена за однією з «побічних» глав 7-го тому ранобе.
26 червня 2008 вийшла гра «Spice and Wolf: Horo's and My One Year» для платформи «Nintendo DS» (розробник та видавець «ASCII Media Works»). Жанр гри — «симулятор побачень».
Навесні 2025 року видавництво Мольфар оголосило про вихід ранобе українською мовою.
Цікаво відзначити деяку неузгодженість у назві серіалу. Японською твір називається «狼 と 香辛料», тобто, «Вовчиця і спеції» (вірніше, «вовк», тому що японські іменники не мають категорії роду). В англійському ж заголовку (його можна бачити на офіційному сайті) ці слова йдуть у зворотному порядку, тобто, «Спеції і вовк» (у оригінальній «лайт-новелі» англійського перекладу заголовка немає, але всі 10 томів мають інший підзаголовок англійською мовою: «Merchant meets spicy wolf»). В наявних неофіційних перекладах аніме зустрічається як один, так і інший порядок слів.

## Сюжет
Колись давно вовчиця на ім'я Холо пообіцяла хлопчику з Пасурое, що буде оберігати врожай місцевих селян. Протягом століть вона виконувала свій обов'язок, але з плином часу люди забули про неї, стали вважати лише легендою. Розвиток технологій дозволив селянам більше покладатися на себе, ніж на божество. Холо відчула себе непотрібною і захотіла покинути Пасурое, але давня обіцянка зв'язувала її. І лише випадково їй вдалось обійти умови договору і звільнитися — завдяки бродячому торговцю Крафту Лоуренсу. Вони уклали договір: Лоуренс зобов'язувався доставити Холо на Північ, а Холо — допомагати йому в торгівлі протягом подорожі. Так і почалися їх пригоди.

## Ранобе
Серія новел Вовчиця та прянощі написана японським письменником Хасекурою Ісуна та ілюстрована Аякурою Дзу.
У 2005 році Хасекура відправив першу новелу із серії на конкурс «Dengeki Novel Prize» видавництва «ASCII Media Works», де його твір отримав срібну медаль.
10 лютого 2006 року була опублікована перша новела, і до 2008 року видано дев'ять томів під лейбом «Dengeki Bunko» видавництва «ASCII Media Works».
Англійською мовою новелу ліцензувала компанія Yen Press для Північної Америки. Вихід першого тому відбувся в грудні 2009 року.
Серія виходила під заголовком «Merchant meats spicy wolf» (дослівно перекладається як «Купець зустрічає пряного вовка»). Що насправді означає слово meats у підзаголовку, невідомо, але вважається, що це просто спотворена форма англійського слова meets (англ. «зустрічати»).
Серія користується великою популярністю в читачів. У травні 2008 ASCII Media Works заявила, що в Японії було продано вже більше 1,2 млн копій перших семи томів. Газета «Mainichi Shimbun» відмічає Spice and Wolf, як «унікальне фентезі», тому що сюжет серії концентрується на економіці та торгівлі, а не на таких типових для жанру фентезі речах, як магія та меч.

## Манґа
27 вересня 2007 року в сейнен-журналі «Dengeki Maoh» видавництва MediaWorks почала виходити манґа-адаптація Spice and Wolf, авторства манґаки Хасекури Ісуни з ілюстраціями Коме Кейто.
Компанія MediaWorks випускає епізоди в форматі танкобону. 27 березня 2008 року вийшов перший танкобон, куди входять перші шість епізодів манґи.
Компанія Kadokawa Media випускає манґу Вовчиця та прянощі китайською мовою в Тайвані.
Манґа випускається в традиційній чорно-білій кольоровій палітрі, але останні чотири сторінки кожного епізоду — кольорові.

## Аніме

Обкладинка першого диску аніме

Аніме-адаптація була створена японською анімаційною студією «Imagin», режисер — Такахасі Такео, автор сценарію — Аракава Нарухіса, дизайн персонажів — Курода Кадзуя.
Серіал транслювався в Японії з 9 січня 2008 по 26 березня 2008 року на телеканалі Chiba TV. Дванадцять серій з тринадцяти було показано на телебаченні, а сьома доступна тільки на DVD.
Компанією «Pony Canyon», з 2 квітня 2008 по 29 серпня 2008 року випущено всі епізоди аніме серіалу на 6 DVD-дисках. Кожний диск містить два епізоди серіалу, за винятком першого, куди входить три серії. Третій диск містить додатковий OVA-епізод.
Також компанія ASCII Media Works 30 січня 2009 року планує випустити Blu-ray Disc з аніме.
Аніме ліцензовано англійською компанією Kadokawa Pictures USA.
З 9 липня по 24 вересня 2009 року було показано другий сезон серіалу (яп. 狼 と 香辛料 II).
2 квітня 2024 року почав виходити ремейк першого сезону аніме під назвою «Spice and Wolf: Merchant Meets the Wise Wolf».

### Список епізодів аніме

#### Перший сезон
| №        | Японська назва   | Англійська назва              | Українська назва                | Дата виходу     |
| -------- | ---------------- | ----------------------------- | ------------------------------- | --------------- |
| 01       | 狼と一張羅       | Wolf and One's Best Clothes   | Вовчиця та найкраще вбрання     | 9 січня 2008    |
| 02       | 狼と遠い過去     | Wolf and Distant Past         | Вовчиця та далеке минуле        | 16 січня 2008   |
| 03       | 狼と商才         | Wolf and Business Skills      | Вовчиця та навички бізнесу      | 23 січня 2008   |
| 04       | 狼と無力な相棒   | Wolf and Helpless Partner     | Вовчиця та безпомічний партнер  | 30 січня 2008   |
| 05       | 狼と痴話喧嘩     | Wolf and Lovers' Quarrel      | Вовчиця та суперечки закоханих  | 6 лютого 2008   |
| 06       | 狼と無言の別れ   | Wolf and Silent Parting       | Вовчиця та тихе розставання     | 13 лютого 2008  |
| 07 (OVA) | 狼と幸福の尻尾   | Wolf and Tail of Happiness    | Вовчиця та хвіст удачі          | 30 травня 2008  |
| 08       | 狼と正しき天秤   | Wolf and Righteous Scale      | Вовчиця та точні терези         | 20 лютого 2008  |
| 09       | 狼と羊使いの子羊 | Wolf and Shepherdess' Lamb    | Вовчиця та ягня пастушки        | 27 лютого 2008  |
| 10       | 狼と渦巻く陰謀   | Wolf and Swirling Conspiracy  | Вовчиця та змова                | 5 березня 2008  |
| 11       | 狼と最大の秘策   | Wolf and Greatest Secret Plan | Вовчиця та великий таємний план | 12 березня 2008 |
| 12       | 狼と若僧の群れ   | Wolf and Young Pack           | Вовчиця та молодий виводок      | 19 березня 2008 |
| 13       | 狼と新たな旅立ち | Wolf and New Journey          | Вовчиця та нова подорож         | 26 березня 2008 |

#### Другий сезон
| №        | Японська назва   | Англійська назва                       | Українська назва                  | Дата виходу     |
| -------- | ---------------- | -------------------------------------- | --------------------------------- | --------------- |
| 00 (OVA) | 狼と琥珀色の憂鬱 | Wolf and the Amber Melancholy          | Вовчиця та бурштинова меланхолія  | 30 квітня 2009  |
| 01       | 狼とふとした亀裂 | Wolf and an Inadvertent Rift           | Вовчиця та розбіжності у поглядах | 9 липня 2009    |
| 02       | 狼と嵐の前の静寂 | Wolf and the Calm Before the Storm     | Вовчиця та затишшя перед бурею    | 16 липня 2009   |
| 03       | 狼と埋まらない溝 | Wolf and the Gap That Cannot Be Filled | Вовчиця та нездоланна безодня     | 23 липня 2009   |
| 04       | 狼と浅知恵の末路 | Wolf and the End of Shallow Thinking   | Вовчиця та кінець легковажності   | 30 липня 2009   |
| 05       | 狼と希望と絶望   | Wolf, Hope and Despair                 | Вовчиця, надія і відчай           | 6 серпня 2009   |
| 06       | 狼と信ずべき神   | Wolf and Trustworthy God               | Вовчиця та віра у Бога            | 13 серпня 2009  |
| 07       | 狼と戯れの日々   | Wolf and the Days of Fooling Around    | Вовчиця та веселий день           | 20 серпня 2009  |
| 08       | 狼と蠱惑的な旅人 | Wolf and the Fascinating Traveler      | Вовчиця та чарівна мандрівниця    | 27 серпня 2009  |
| 09       | 狼と無謀な商談   | Wolf and Reckless Negotiations         | Вовчиця та відчайдушні переговори | 3 вересня 2009  |
| 10       | 狼と孤独な微笑み | Wolf and the Lonely Smile              | Вовчиця та одинока посмішка       | 10 вересня 2009 |
| 11       | 狼と別れの決意   | Wolf and the Decision to Part          | Вовчиця та рішення розлучитися    | 17 вересня 2009 |
| 12       | 狼ととめどなき涙 | Wolf and Endless Tears                 | Вовчиця та нескінченні сльози     | 24 вересня 2009 |

### Музика
Початкова тема першого сезону — «Tabi no Tochū» (яп. 旅の途中) (Кіура Натсумі), фінальна тема — «Ringo Biyori» (яп. リンゴ日和) (Чак Рокі) Реліз саундтреку до аніме відбувся 12 березня 2008 року. Початкова тема другого сезону — «Mitsu no Yoake» (Акіно Арай), фінальна тема — «Perfect World» (Чак Рокі).

#### Wolf and Spice ED Single— Ringo Hiyori
Перший сингл-альбом з аніме Spice and Wolf. Виконавець — японська поп-рок-група «ROCKY CHACK».
Список композицій:
1. Ringo Hiyori ~ The Wolf Whistling Song
2. Namaiki na Bokura
3. Ringo Hiyori ~ The Wolf Whistling Song (інструментальна версія)
4. Namaiki na Bokura (інструментальна версія)

#### Wolf and Spice OP Single— Tabi no Tochuu
Другий сингл-альбом з аніме Spice and Wolf. Виконавець — Нацумі Кійора.
Список композицій:
1. Tabi no Tochuu
2. Yakusoku no Uta
3. Tabi no Tochuu (інструментальна версія)
4. Yakusoku no Uta (інструментальна версія)

#### Spice and Wolf Original Soundtrack— Ookami to Tabi no Ongaku
Саундтрек-альбом з аніме Spice and Wolf.
Список композицій:
1. Shounin to Ookami to, Tabi no Nibasha
2. Tabi no Tochuu
3. Tooi Yakusoku wa…
4. Shippo Dance
5. Yume no Manimani
6. Hashiru
7. Kagen no Tsuki
8. Tsukiyo no Tategami
9. Hitoribocchi no Yume
10. Hikaru Wadachi
11. Ikoku no Shirabe
12. Zawazawa Suru
13. Hajimete no Mura
14. Nagai Yoru, Hieta Tsuki
15. Hamu
16. Yureru Mugi
17. Michi Naru Mono
18. Yoake Mae
19. Kimi no Moto he
20. Chiisana Tameiki
21. Kenshi to Yopparai
22. Tsuyoi Kaze ga Fuite mo
23. Tadashiki Tenbin
24. Satoki Hito Tachi
25. Wasurenaide
26. Kurai Mori
27. Matsuri no Uta
28. Henka
29. Mada Minu Machi he
30. Ringo Biyori ~The Wolf Whistling Song TV SIZE
31. Tabi no Tochuu TV SIZE